# Roger Grand
Pour les articles homonymes, voir Grand.
Roger Grand est un historien du droit et homme politique français, né à Châtellerault le 3 septembre 1874 et mort à Paris le 26 mai 1962.

## Biographie
Élève de l’École nationale des chartes, il obtient le diplôme d'archiviste paléographe avec une thèse intitulée Contribution à l’histoire du régime des terres. Le contrat de complant
Il commence sa carrière d'archiviste aux Archives départementales du Cantal où il donne l'impulsion pour créer la société de la Haute-Auvergne.
Il devient ensuite professeur d'histoire du droit à l’École des chartes.
Étant parallèlement agriculteur, il exerce des responsabilités syndicales : il est président de l'UNSA (Union nationale des syndicats agricoles) entre 1934 et 1938, et politiques : il est notamment sénateur du Morbihan de 1927 à 1933.
Il est un disciple de Frédéric Le Play.
Durant la Seconde Guerre mondiale, il accepte de siéger au conseil national de Vichy. En parallèle, le 22 avril 1942, il fonde, avec l'accord de la Corporation paysanne établie par le régime de Vichy, un syndicat agricole à Arradon (Morbihan), commune où il réside et possède des terres. 
L’Académie française lui décerne le prix Hercule-Catenacci en 1952 pour son ouvrage Une race, un château : Anjony, au pays des montagnes d'Auvergne.
Il est élu à l'Académie des inscriptions et belles-lettres en 1954. Son épée d'académicien a été réalisée par le sculpteur Philippe Besnard.

## Publications
- Les “Paix” d'Aurillac. Étude et documents sur l'histoire des institutions municipales d'une ville à consulat (XIIe – XVe siècle), Paris, 1945.

- Prix Gobert de l’Académie des inscriptions et belles-lettres.
- L'agriculture au Moyen Âge de la fin de l'Empire romain au XVIe siècle. (avec la collaboration de Raymond Delatouche). E. de Boccard, 1950
- Une race, un château, Anjony, Paris, Picard, 1951.

## Distinctions
- Officier de la Légion d'honneur (7 février 1952)[3]
- Officier de l'Instruction publique
- Chevalier de l'ordre du Mérite agricole

## Sources
- « Roger Grand », dans le Dictionnaire des parlementaires français (1889-1940), sous la direction de Jean Jolly, PUF, 1960 [détail de l’édition]